# 네이버 블로그
네이버 블로그(Naver Blog)는 대한민국의 포털 사이트인 네이버의 블로그 서비스이다. 2003년 10월 13일에 서비스를 처음으로 개시했다.

## 역사

### 네이버 페이퍼
네이버의 블로그 서비스는 2003년 6월 4일 '페이퍼'라는 이름으로 개시됐다. 페이퍼는 "블로그 서비스를 처음 접하는 네티즌들을 위해 운영, 관리 방법을 쉽고 편리하게 제공"하며, "웹에 대한 특별한 지식이 없어도 손쉽게 자신의 개성을 드러낼 수 있도록 구현"했다고 소개됐다.
네이버 페이퍼에는 글 게시와 타인의 답변을 받을 수 있는 '포스트', 다른 정보를 자신의 페이퍼로 옮겨올 수 있는 '스크랩', 친구가 되고 싶은 이용자를 자신의 페이퍼와 연결시키는 '프렌드'가 있었는데 이들은 현재 네이버 블로그의 기반을 이루는 포스트, 스크랩, 이웃이나 서로이웃하기 기능과 동일했다. 또한 특정 카테고리만을 바로 볼 수 있는 북마크 기능 등도 지원했다고 전해진다. 페이퍼는 그해 8월 누적방문자수 48만 명을 기록했고, 개시 4개월 만인 2003년 10월 경에는 일간접속자수 55,000여명을 기록하여, 당시 존재하던 블로그 서비스 중에서 싸이월드 미니홈피, 세이클럽 홈피, 같은 회사인 NHN의 엔토이에 이어 4위를 차지했다. 페이퍼를 이용하는 연령대는 25세 이상의 비교적 고연령 이용자가 높은 비중을 차지했었다.

### 블로그로 개편
2003년 10월 13일 네이버는 페이퍼를 원래의 블로그 기능에 충실한 '네이버 블로그'로 개편해 처음으로 서비스에 들어갔다. 당시 국내 포털 사이트로는 처음으로 트랙백, RSS, 퍼머링크 기능을 제공했으며, 단순 게시글 및 공유 서비스에 불과했던 페이퍼에서 벗어나 여러 블로그 기능을 추가했다는 점이 특징이었다. 네이버 회원이라면 모두 하나씩 제공되었다. 그 링크는 'blog.naver.com/회원아이디'로 통일되었는데 이는 현재까지도 유지되고 있으며, 2010년부터는 '회원아이디.blog.me'를 추가 지원하다가 2020년에 blog.naver.com으로 통합하면서 지원을 종료했다. 이후 게시글 용량을 무제한으로 제공하고, 배경화면 스킨을 무료로 제공하는 등의 개편이 이뤄졌다.
2004년에는 피처폰 환경에서 모바일 웹을 거쳐 블로그에 사진을 게시할 수 있는 'Phone to Web' 기능을 도입하였으며, 2009년에는 스마트폰 환경에서의 블로그 앱이 출시되었다. 2015년에는 기존 블로그 글쓰기 기능을 모바일 환경에 맞게 개선한 '스마트 에디터 3.0'를 출시하였다.
2017년 12월 12일 네이버 블로그가 개편되어 비로그인 기능이 사라졌다. 2018년 10월 16일부터 중국에서는 네이버 블로그의 접속이 되지 않고 있다.

## 그 외
네이버 블로그는 통상적으로 일상에서 검색하게 될 때 외국어를 한글로 표기되어 있는 체계를 따르기 위해 해당 영어 검색을 네이버 블로그 검색에 사용된다고 하더라도 블로그에 올라온 우수한 문서나 포스트들 중 한글 표기도 눈엣가시처럼 쉽게 표현되는 경우도 있다. 그래서 외국의 인명이나 지명 등을 한글로 표기하게 되는 체계를 쉽게 대응할 수 있는 것 외에도 학명은 학술적으로 쓰이는 번역 용어가 전문적인 수준에 이르는 것과 비교하더라도 미묘하게 차이가 날 수도 있고 일부는 불일치한 표현인 경우가 있어 이를 토대로 하여 한글 표기를 좀 더 섬세하게 적용될 수 있도록 위키데이터까지 연결되는 경우도 있다.

## 같이 보기

### 일반 주제
- 네이버 블로그 오늘일기 조기종료 사태
- 네이버 아이템팩토리
- 네이버

### 관련 커뮤니티
- 네이버 카페
- 네이버 포스트
- 네이버 Keep
- 네이버 밴드